# Satellite Awards 2023
A 27.ª cerimônia do Satellite Awards (em inglês: 27th Satellite Awards) foi uma cerimônia de premiação que homenageou os melhores artistas, filmes e programas de televisão de 2022, apresentada pela International Press Academy. As indicações foram anunciadas em 8 de dezembro de 2022. Por sua vez, os vencedores foram anunciados em 11 de fevereiro de 2023.
Top Gun: Maverick liderou as indicações de filme com dez, seguido por Babylon, Elvis e The Fabelmans com nove cada. A sexta e última temporada de Better Call Saul e The Righteous Gemstones lideraram as indicações para a televisão com quatro cada.

## Vencedores e Indicações no Cinema
Os vencedores serão listados primeiro e destacados em negrito.
| Melhor Filme - Drama Top Gun: Maverick - Avatar: The Way of Water - Black Panther: Wakanda Forever - The Fabelmans - Living - Tár - Till - Women Talking | Melhor Filme - Comédia ou Musical Everything Everywhere All at Once - The Banshees of Inisherin - Elvis - Glass Onion: A Knives Out Mystery - RRR - Triangle of Sadness |

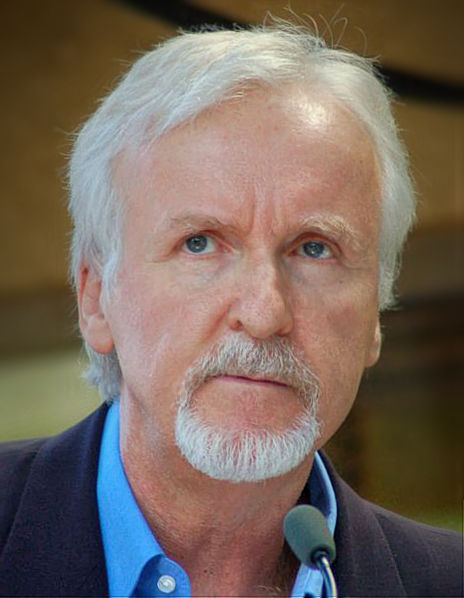
James Cameron, Vencedor de Melhor Diretor

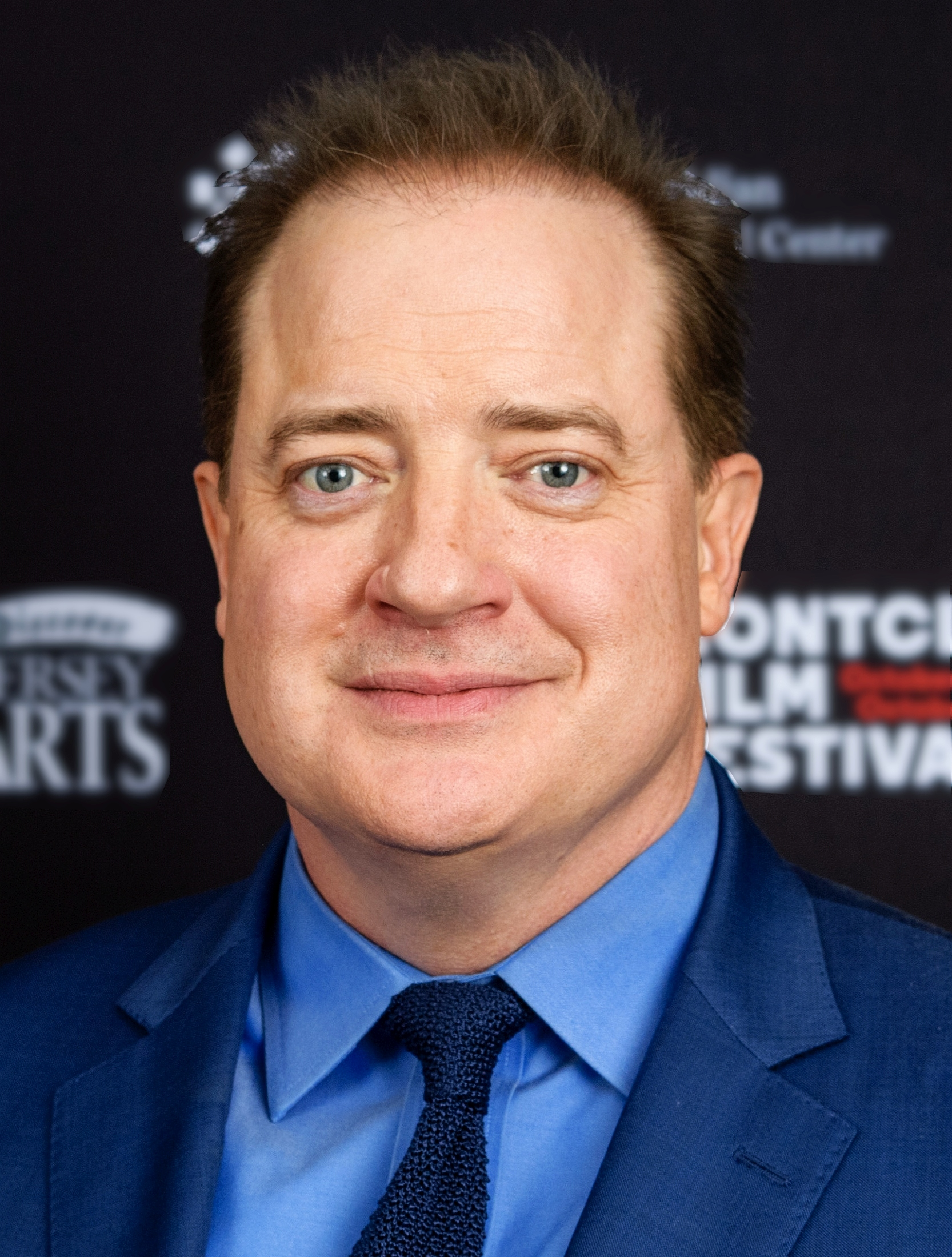
Brendan Fraser, Melhor Ator em Filme - Vencedor de Drama

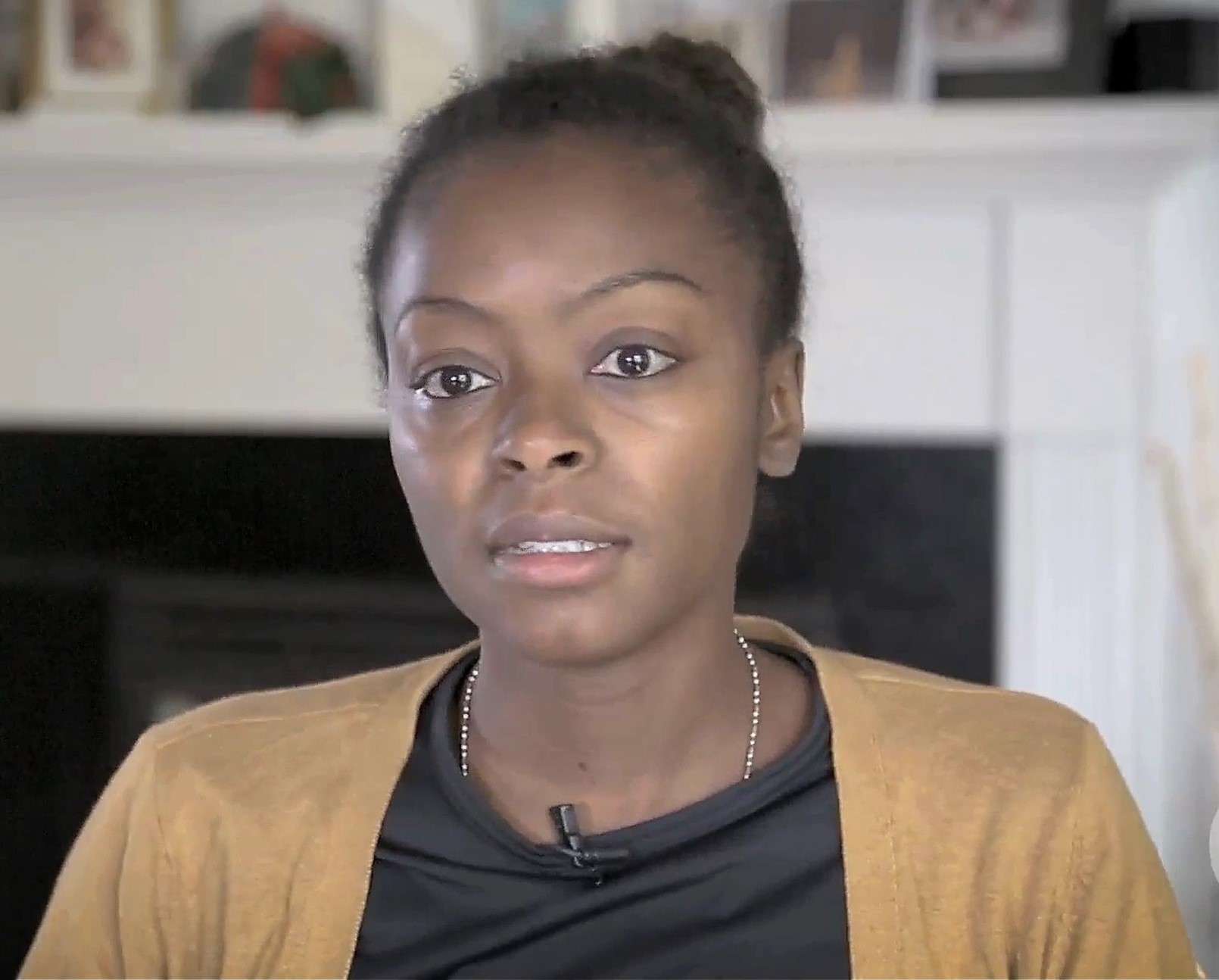
Danielle Deadwyler, Melhor Atriz em Filme - Drama vencedor

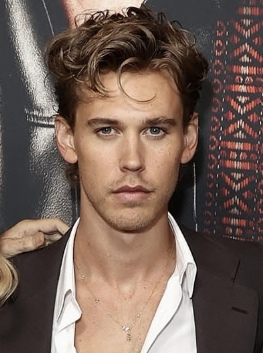
Austin Butler, Melhor Ator em Filme - Vencedor de Comédia ou Musical

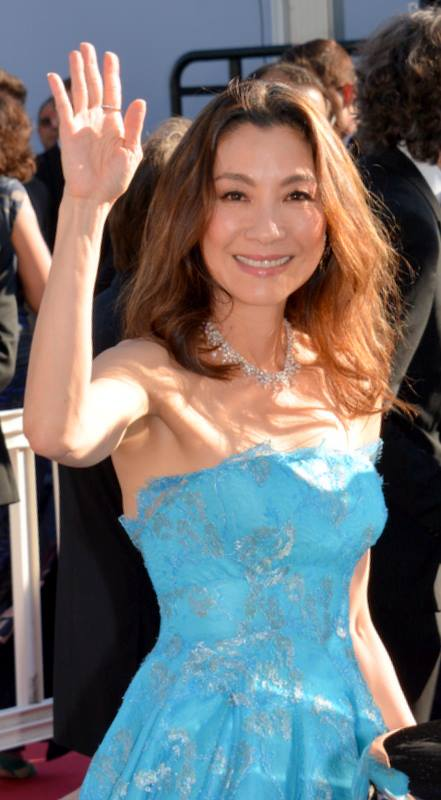
Michelle Yeoh, Melhor Atriz em Filme - Vencedor de Comédia ou Musical

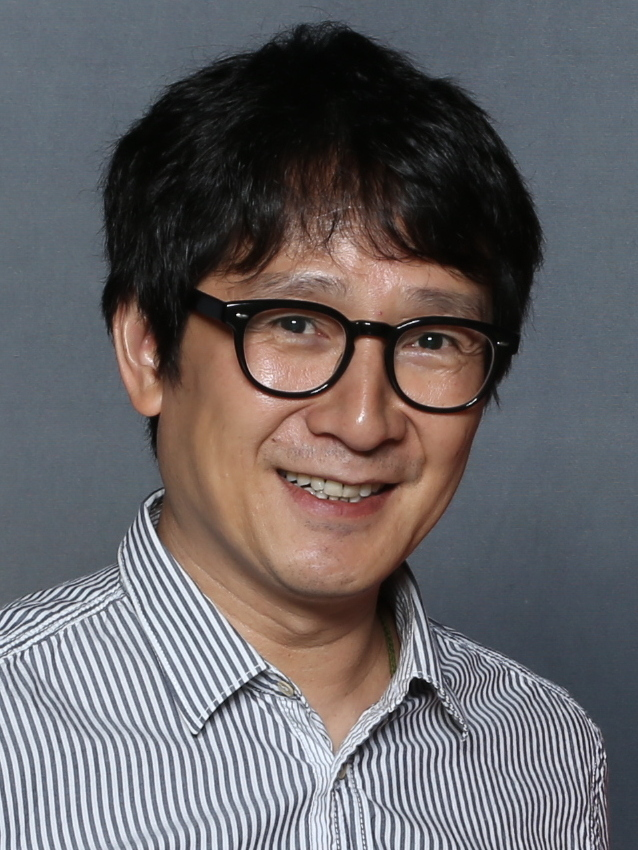
Ke Huy Quan, Vencedor de Melhor Ator Coadjuvante

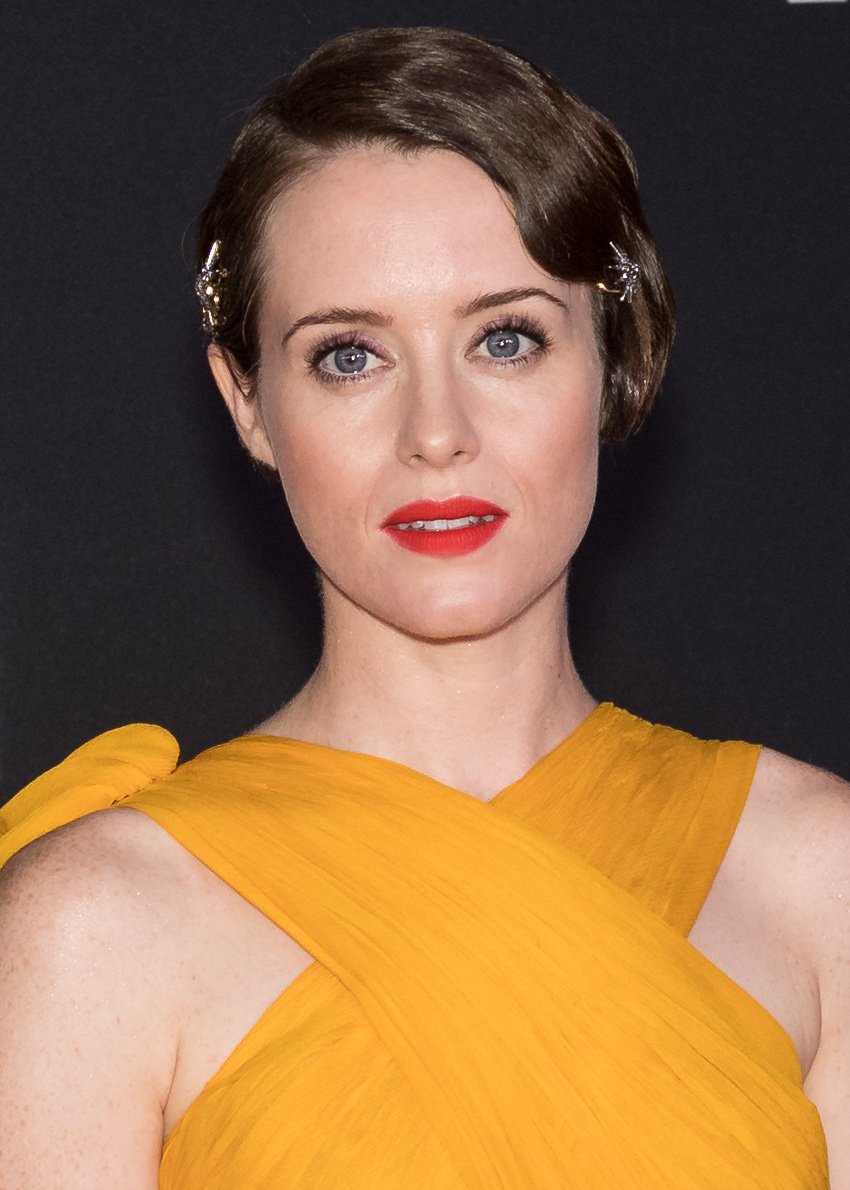
Claire Foy, Vencedor de Melhor Atriz Coadjuvante

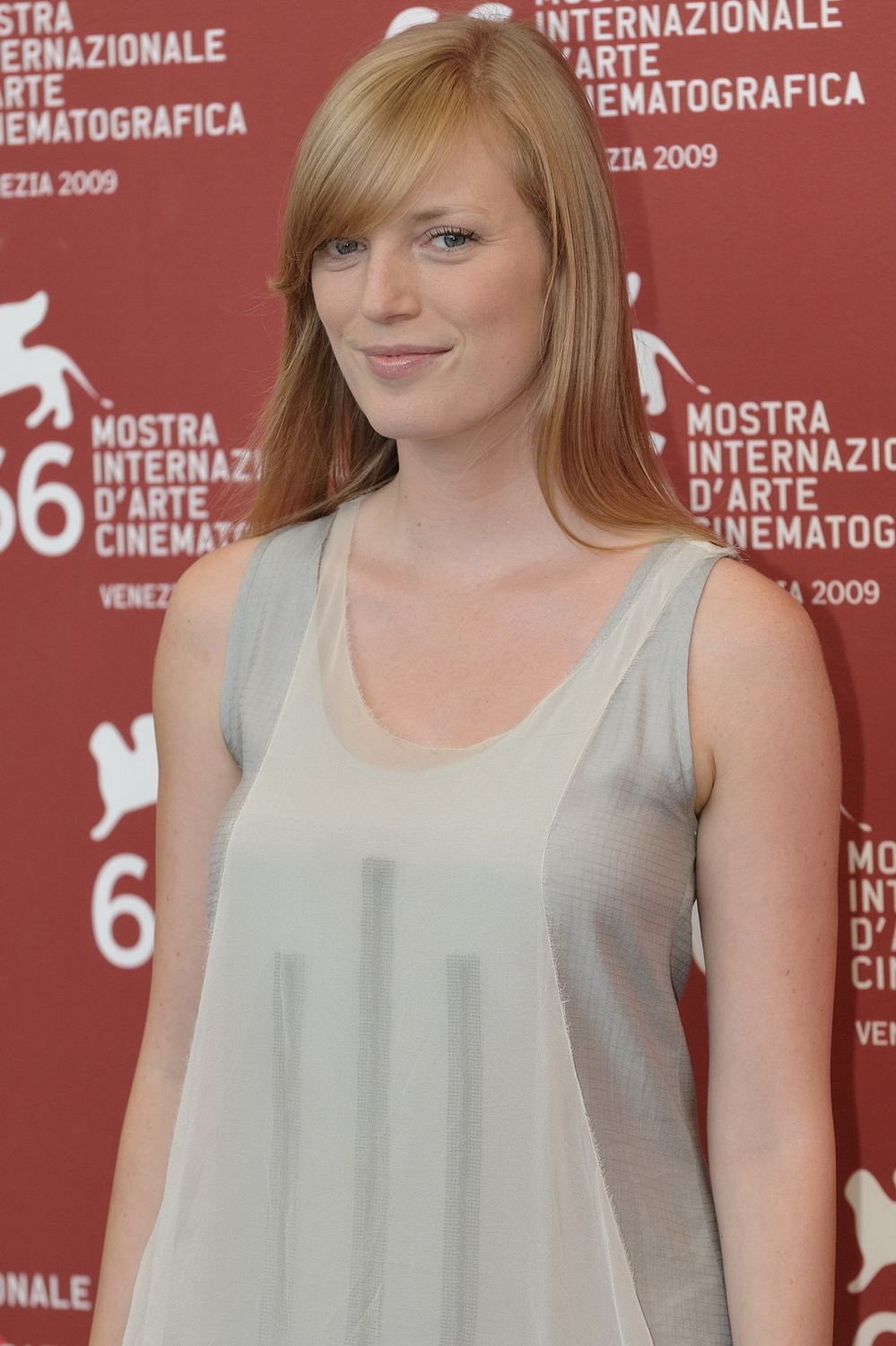
Sarah Polley, Vencedor de Melhor Roteiro Adaptado

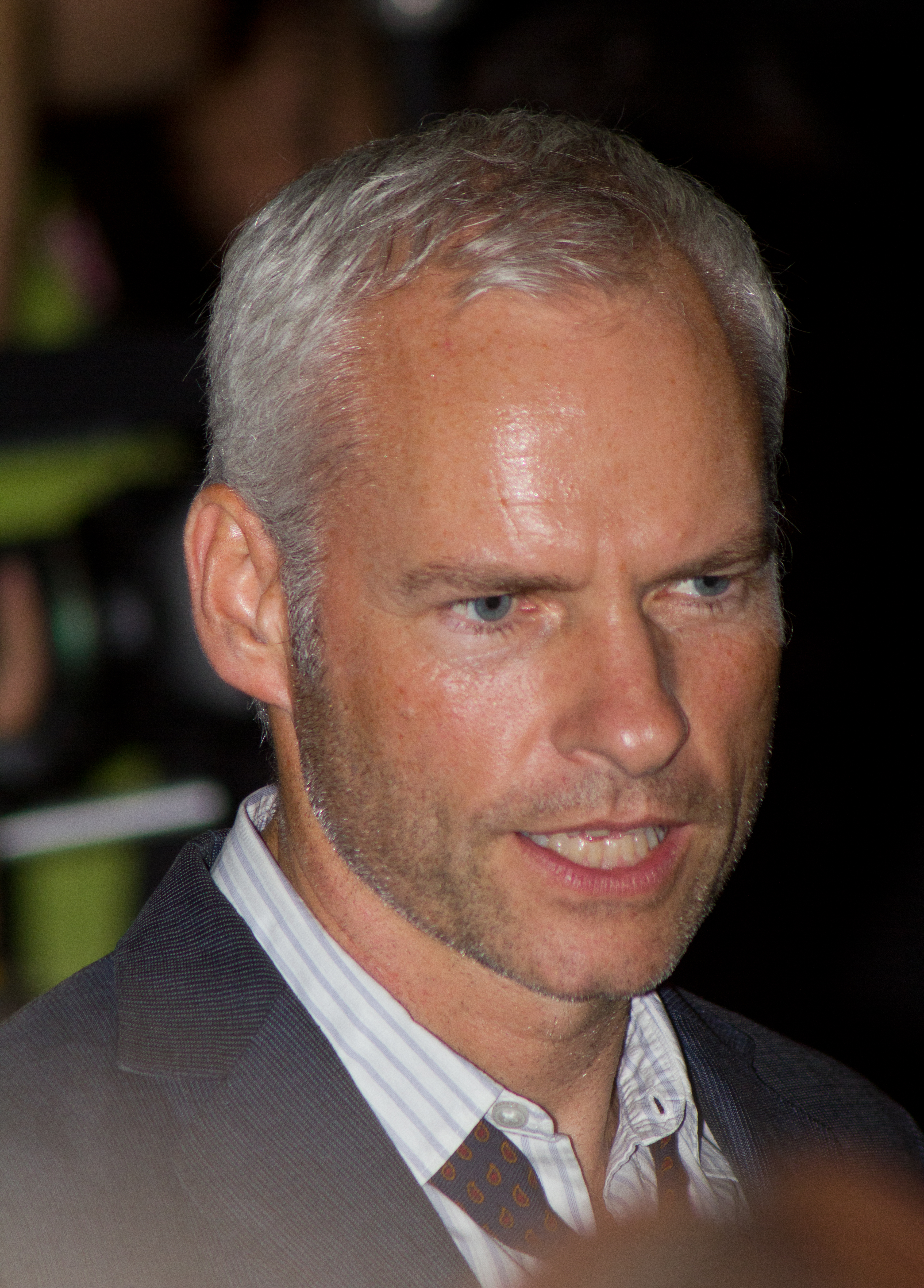
Martin McDonagh, Vencedor de Melhor Roteiro Original

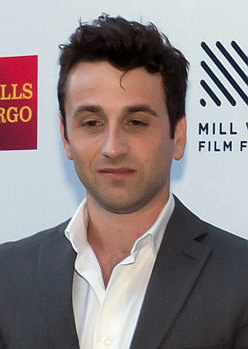
Justin Hurwitz, Vencedor de Melhor Trilha Sonora Original

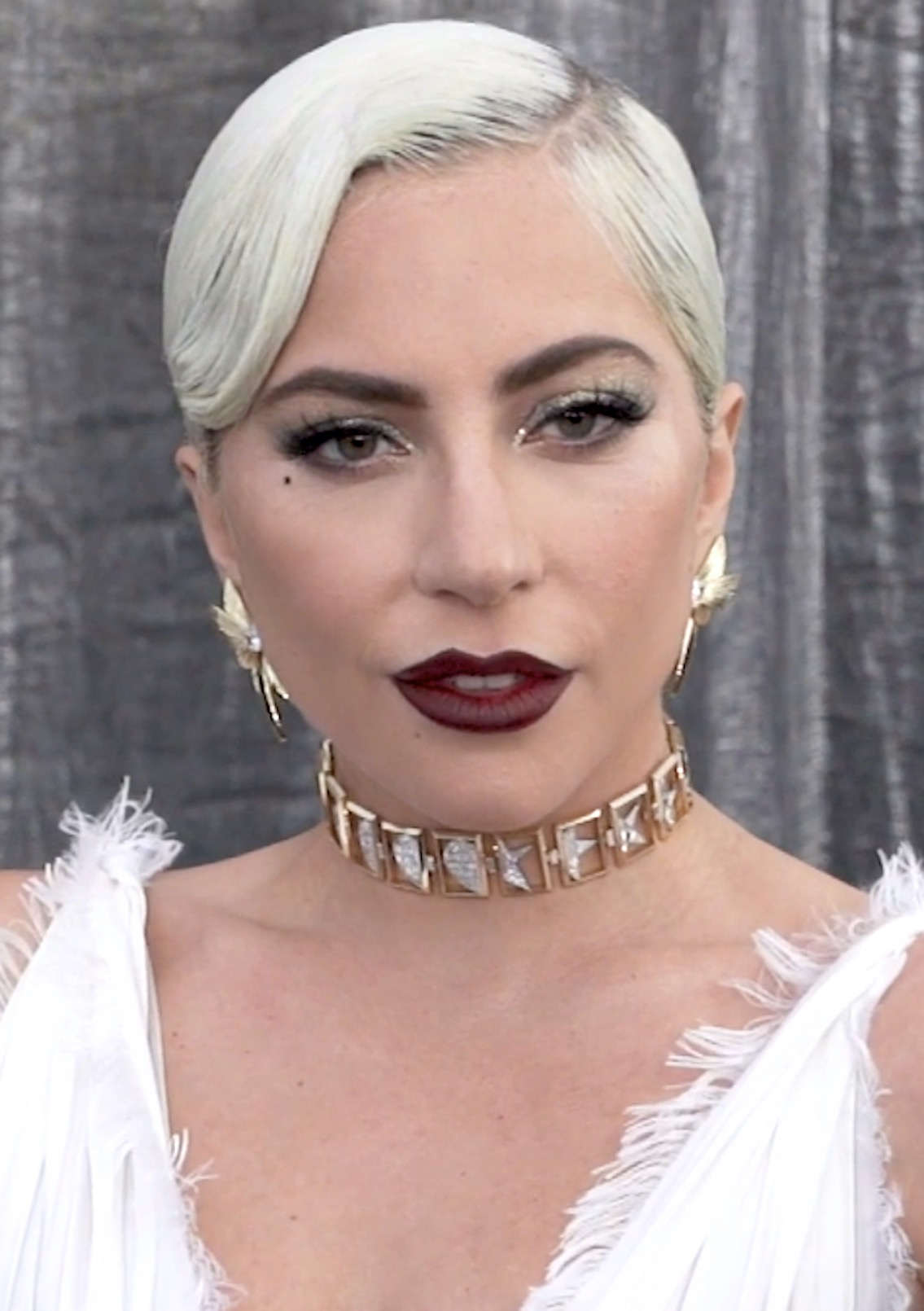
Lady Gaga, Vencedora de Melhor Canção Original

| Melhor Animação Marcel the Shell with Shoes On - The Bad Guys - Guillermo del Toro's Pinocchio - Inu-Oh - Turning Red | Melhor Diretor James Cameron – Avatar: The Way of Water - Joseph Kosinski – Top Gun: Maverick - Baz Luhrmann – Elvis - Martin McDonagh – The Banshees of Inisherin - Sarah Polley – Women Talking - Steven Spielberg – The Fabelmans |
| Melhor Ator - Drama Brendan Fraser – The Whale como Charlie - Tom Cruise – Top Gun: Maverick como Captain Pete "Maverick" Mitchell - Hugh Jackman – The Son como Peter Miller - Gabriel LaBelle – The Fabelmans como Samuel "Sammy" Fabelman - Bill Nighy – Living como Mr. Williams - Mark Wahlberg – Father Stu como Padre Stuart "Stu" Long | Melhor Atriz - Drama Danielle Deadwyler – Till como Mamie Till-Bradley - Cate Blanchett – Tár como Lydia Tár - Jessica Chastain – The Good Nurse como Amy Loughren - Viola Davis – The Woman King como General Nanisca - Vicky Krieps – Corsage como Isabel da Áustria - Michelle Williams – The Fabelmans como Mitzi Schildkraut-Fabelman |
| Melhor Ator - Comédia ou Musical Austin Butler – Elvis como Elvis Presley - Diego Calva – Babylon como Manuel "Manny" Torres - Daniel Craig – Glass Onion: A Knives Out Mystery como Benoit Blanc - Colin Farrell – The Banshees of Inisherin como Pádraic Súilleabháin - Ralph Fiennes – The Menu como Julian Slowik - Adam Sandler – Hustle como Stanley Sugerman | Melhor Atriz - Comédia ou Musical Michelle Yeoh – Everything Everywhere All at Once como Evelyn Quan Wang - Janelle Monáe – Glass Onion: A Knives Out Mystery como Helen Brand / Cassandra "Andi" Brand - Margot Robbie – Babylon como Nellie LaRoy - Emma Thompson – Good Luck to You, Leo Grande como Nancy Stokes / Susan Robinson |
| Melhor Ator Coadjuvante Ke Huy Quan – Everything Everywhere All at Once como Waymond Wang - Paul Dano – The Fabelmans como Burt Fabelman - Brendan Gleeson – The Banshees of Inisherin como Colm Doherty - Eddie Redmayne – The Good Nurse como Charles "Charlie" Cullen - Jeremy Strong – Armageddon Time como Irving Graff - Ben Whishaw – Women Talking como August Epp | Melhor Atriz Coadjuvante Claire Foy – Women Talking como Salome Friesen - Angela Bassett – Black Panther: Wakanda Forever como Rainha Ramonda - Kerry Condon – The Banshees of Inisherin como Siobhán Súilleabháin - Jamie Lee Curtis – Everything Everywhere All at Once como Deirdre Beaubeirdre - Dolly de Leon – Triangle of Sadness como Abigail - Jean Smart – Babylon como Elinor St. John                                                |
| Melhor Roteiro Adaptado Women Talking – Sarah Polley - Glass Onion: A Knives Out Mystery – Rian Johnson - Living – Kazuo Ishiguro - She Said – Rebecca Lenkiewicz - Top Gun: Maverick – Peter Craig, Ehren Kruger, Justin Marks, Christopher McQuarrie e Eric Warren Singer - The Whale – Samuel D. Hunter | Melhor Roteiro Original The Banshees of Inisherin – Martin McDonagh - Close – Lukas Dhont e Angelo Tijssens - Everything Everywhere All at Once – Daniel Kwan e Daniel Scheinert - The Fabelmans – Steven Spielberg e Tony Kushner - Tár – Todd Field - Triangle of Sadness – Ruben Östlund |
| Melhor Documentário Fire of Love - All That Breathes - All the Beauty and the Bloodshed - Descendant - Good Night Oppy - Moonage Daydream - The Return of Tanya Tucker: Featuring Brandi Carlile - The Territory - Young Plato | Melhor Filme Estrangeiro Argentina, 1985 ( Argentina) - Bardo, falsa crónica de unas cuantas verdades ( México) - Close ( Bélgica) - Corsage ( Áustria) - Heojil gyeolsim ( Coreia do Sul) - Holy Spider ( Dinamarca) - An Cailín Ciúin ( Irlanda) - Krigsseileren ( Noruega) |
| Melhor Cinematografia Top Gun: Maverick – Claudio Miranda - Avatar: The Way of Water – Russell Carpenter - Babylon – Linus Sandgren - The Banshees of Inisherin – Ben Davis - Elvis – Mandy Walker - Empire of Light – Roger Deakins | Melhor Montagem Everything Everywhere All at Once – Paul Rogers - Elvis – Jonathan Redmond e Matt Villa - The Fabelmans – Sarah Broshar e Michael Khan - Tár – Monika Willi - Top Gun: Maverick – Eddie Hamilton - The Woman King – Terilyn A. Shropshire |
| Melhor Figurino Babylon – Mary Zophres - Black Panther: Wakanda Forever – Ruth E. Carter - Elvis – Catherine Martin - Empire of Light – Alexandra Byrne - Living – Sandy Powell - The Woman King – Gersha Phillips | Melhor Direção de Arte Babylon – Anthony Carlino e Florencia Martin - Avatar: The Way of Water – Dylan Cole e Ben Procter - Elvis – Catherine Martin e Karen Murphy - The Fabelmans – Rick Carter - A Love Song – Juliana Barreto Barreto - RRR – Sabu Cyril |
| Melhor Trilha Sonora Original Babylon – Justin Hurwitz - The Banshees of Inisherin – Carter Burwell - The Fabelmans – John Williams - Top Gun: Maverick – Lorne Balfe, Harold Faltermeyer, Lady Gaga e Hans Zimmer - The Woman King – Terence Blanchard - Women Talking – Hildur Guðnadóttir | Melhor Canção Original "Hold My Hand" de Top Gun: Maverick – Lady Gaga - "Applause" de Tell It Like a Woman – Diane Warren - "Carolina" de Where the Crawdads Sing – Taylor Swift - "Lift Me Up" de Black Panther: Wakanda Forever – Rihanna - "Naatu Naatu" de RRR – Kaala Bhairava, M. M. Keeravani e Rahul Sipligunj - "Vegas" de Elvis – Doja Cat                                                                                            |
| Melhor Som (Edição e Mixagem) Top Gun: Maverick – Al Nelson, James Mather, Mark Weingarten e Bjorn Schroeder - Avatar: The Way of Water – Christopher Boyes, Gwendolyn Yates Whittle, Dick Bernstein, Gary Summers, Michael Hedges e Julian Howarth - Babylon – Steve Morrow, Ai-Ling Lee, Mildred Iatrou Morgan e Andy Nelson - Elvis – David Lee, Wayne Pashley, Andy Nelson e Michael Keller - RRR – Raghunath Kemisetty, Boloy Kumar Doloi e Rahul Karpe - The Woman King – Becky Sullivan, Kevin O'Connell, Tony Lamberti e Derek Mansvelt | Melhor Efeitos Visuais Avatar: The Way of Water – Joe Letteri, Eric Saindon, Richie Baneham e Daniel Barrett - Babylon – Jay Cooper, Elia Popov, Kevin Martel e Ebrahim Jahromi - The Batman – Dan Lemmon, Russell Earl, Anders Langlands e Dominic Tuohy - Good Night Oppy – Abishek Nair, Marko Chulev, Ivan Busquets e Steven Nichols - RRR – V. Srinivas Mohan - Top Gun: Maverick – Ryan Tudhope, Scott R. Fisher, Seth Hill e Bryan Litson |

### Filmes com múltiplas indicações
| Indicações | Filmes                            |
| ---------- | --------------------------------- |
| 10         | Top Gun: Maverick                 |
| 9          | Babylon                           |
| 9          | Elvis                             |
| 9          | The Fabelmans                     |
| 8          | The Banshees of Inisherin         |
| 6          | Avatar: The Way of Water          |
| 6          | Everything Everywhere All at Once |
| 6          | Women Talking                     |
| 5          | RRR                               |
| 5          | The Woman King                    |
| 4          | Black Panther: Wakanda Forever    |
| 4          | Glass Onion: A Knives Out Mystery |
| 4          | Living                            |
| 4          | Tár                               |
| 3          | Triangle of Sadness               |
| 2          | Close                             |
| 2          | Corsage                           |
| 2          | Empire of Light                   |
| 2          | Good Night Oppy                   |
| 2          | The Good Nurse                    |
| 2          | Till                              |
| 2          | The Whale                         |

### Filmes com múltiplas vitórias
| Wins | Films                             |
| ---- | --------------------------------- |
| 5    | Top Gun: Maverick                 |
| 4    | Everything Everywhere All at Once |
| 3    | Babylon                           |
| 2    | Avatar: The Way of Water          |
| 2    | Women Talking                     |

## Vencedores e Indicações na Televisão
Vencedores serão listados primeiro e destacados em negrito.

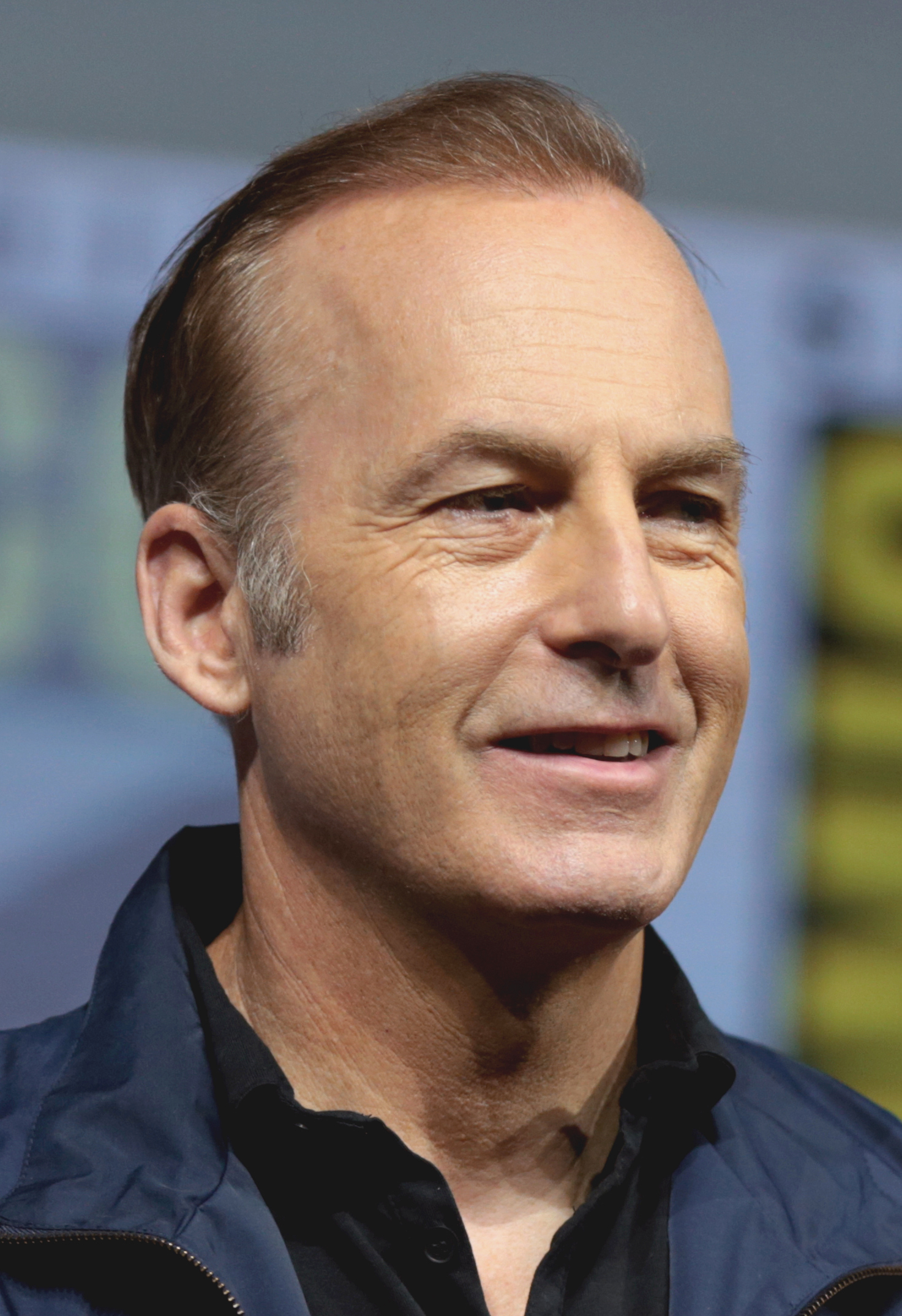
Bob Odenkirk, Vencedor de Melhor Ator em Drama ou Série de Gênero

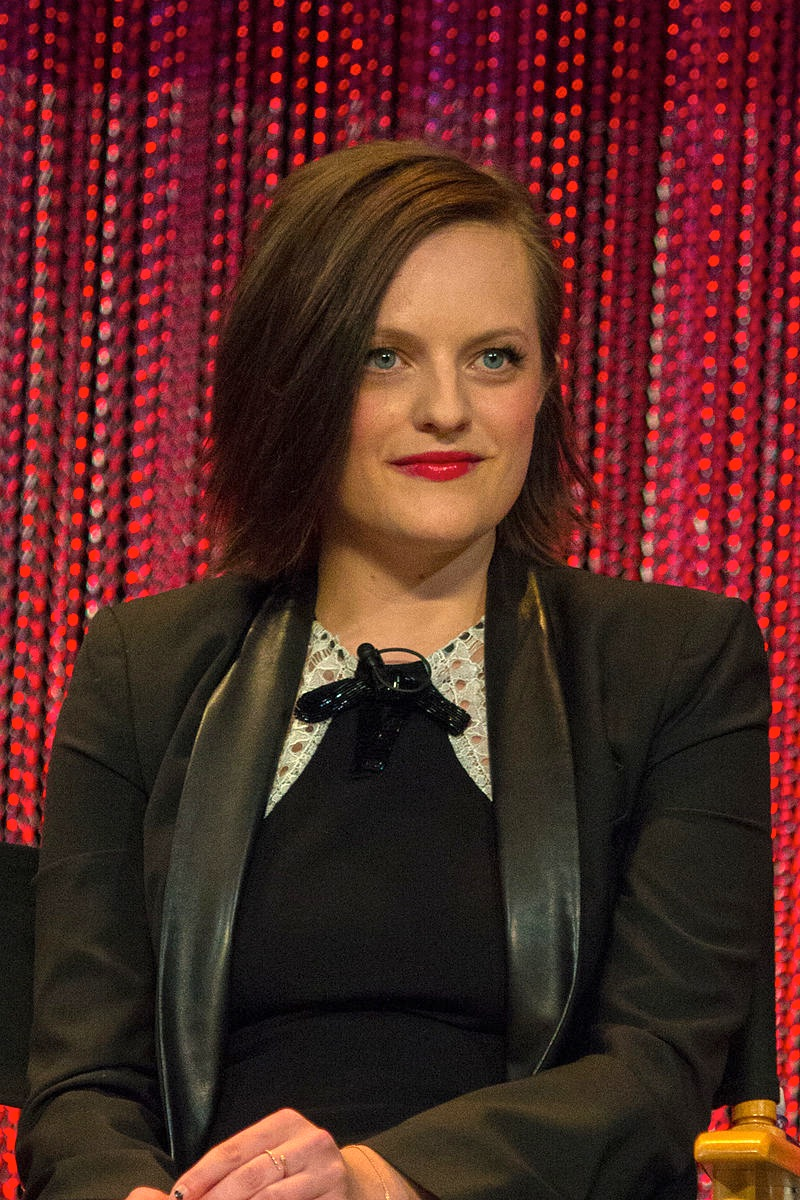
Elisabeth Moss, Vencedora de Melhor Atriz em Drama ou Série de Gênero

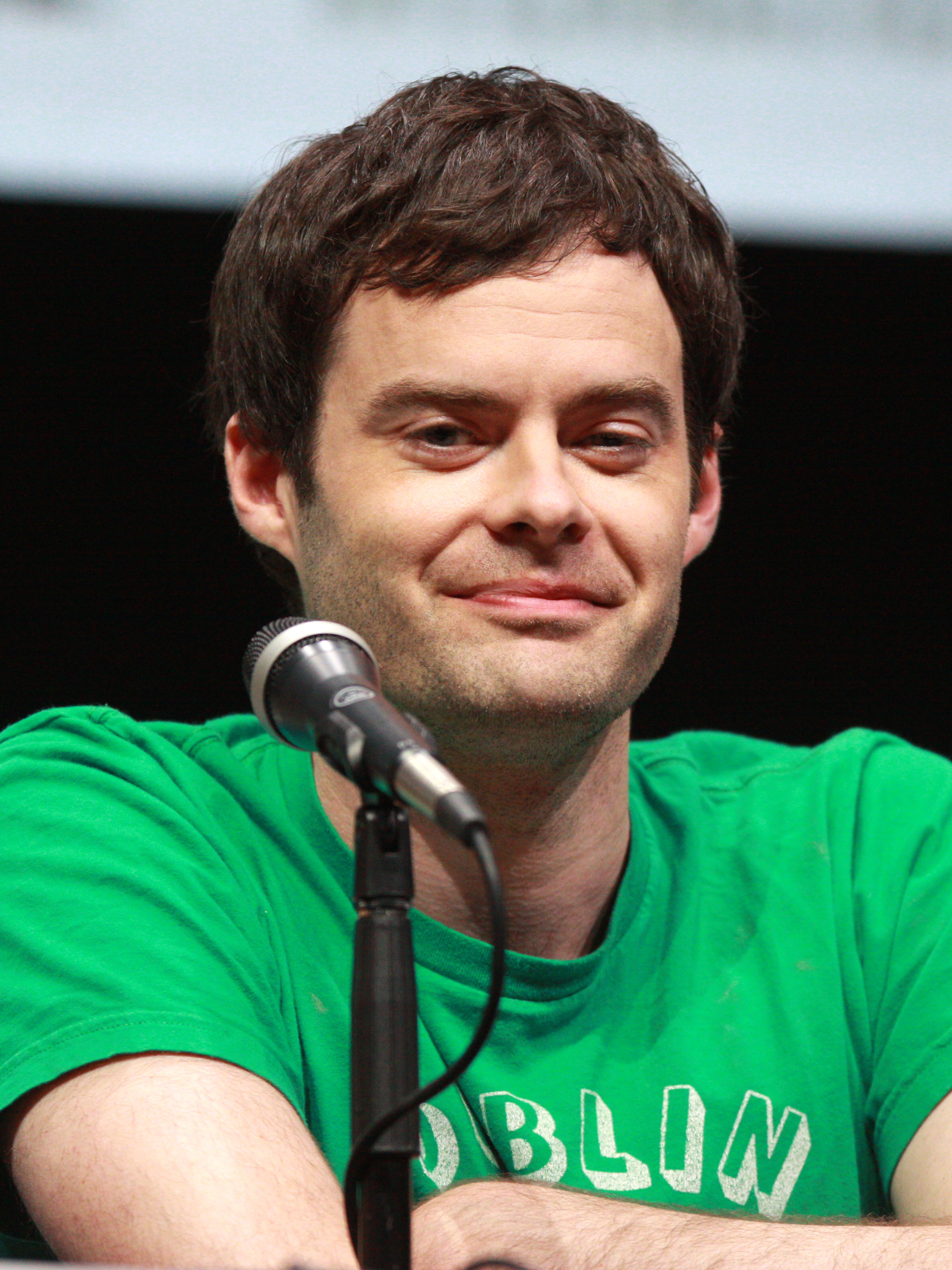
Bill Hader, Vencedor de Melhor Ator em Série de Comédia ou Musical

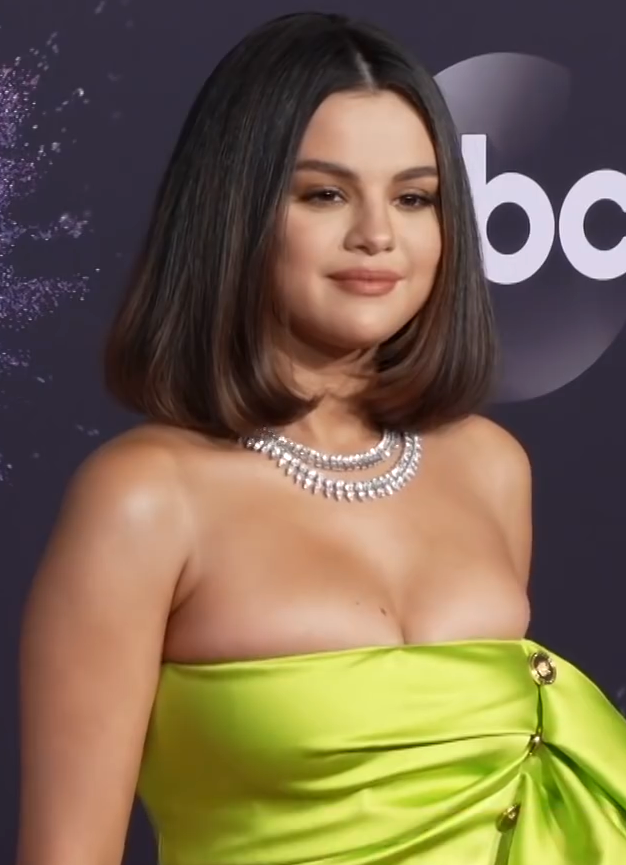
Selena Gomez, Vencedora de Melhor Atriz em Série de Comédia ou Musical

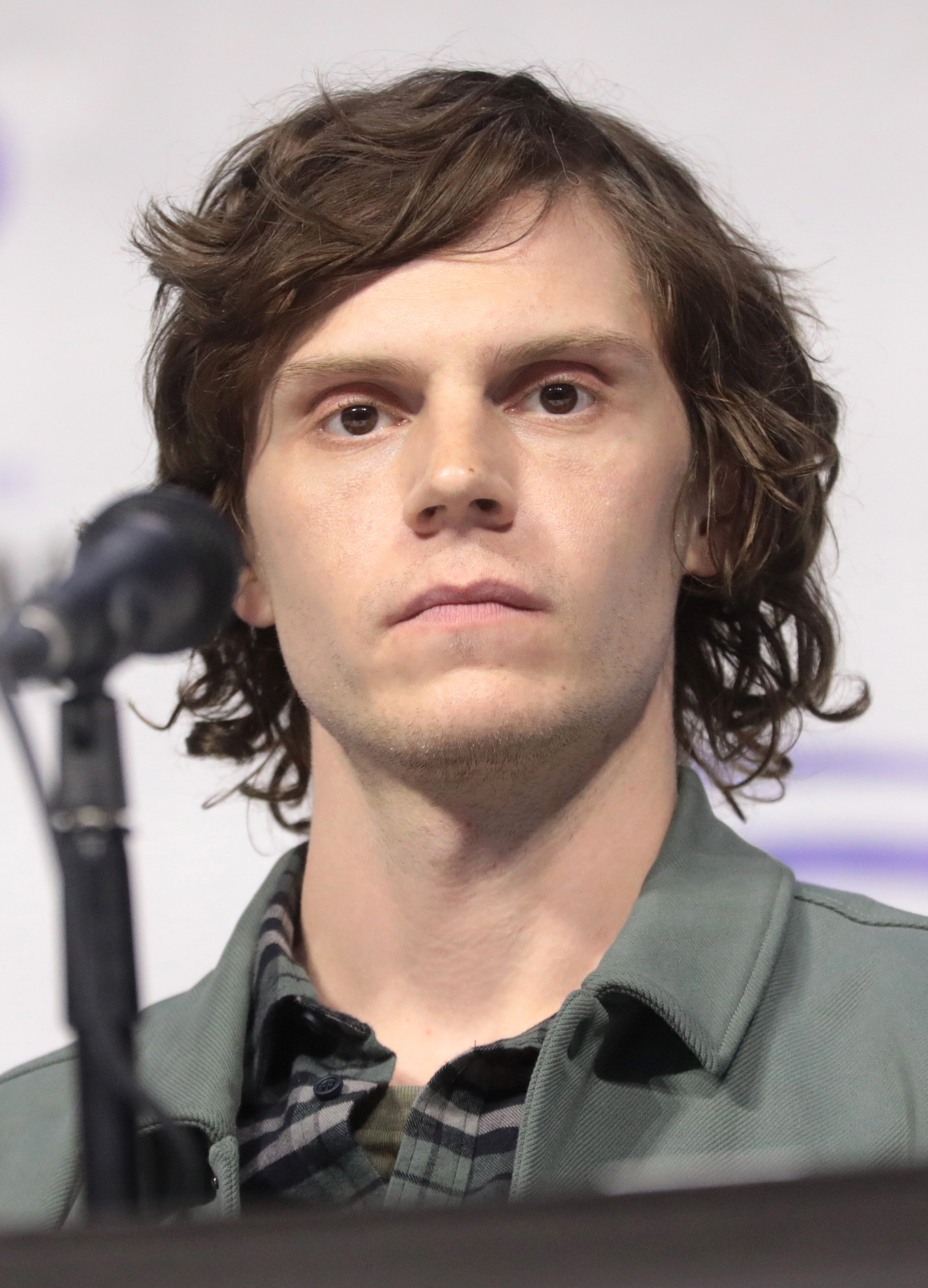
Evan Peters, Vencedor de Melhor Ator em Minissérie, Série Limitada ou Filme Feito para a Televisão

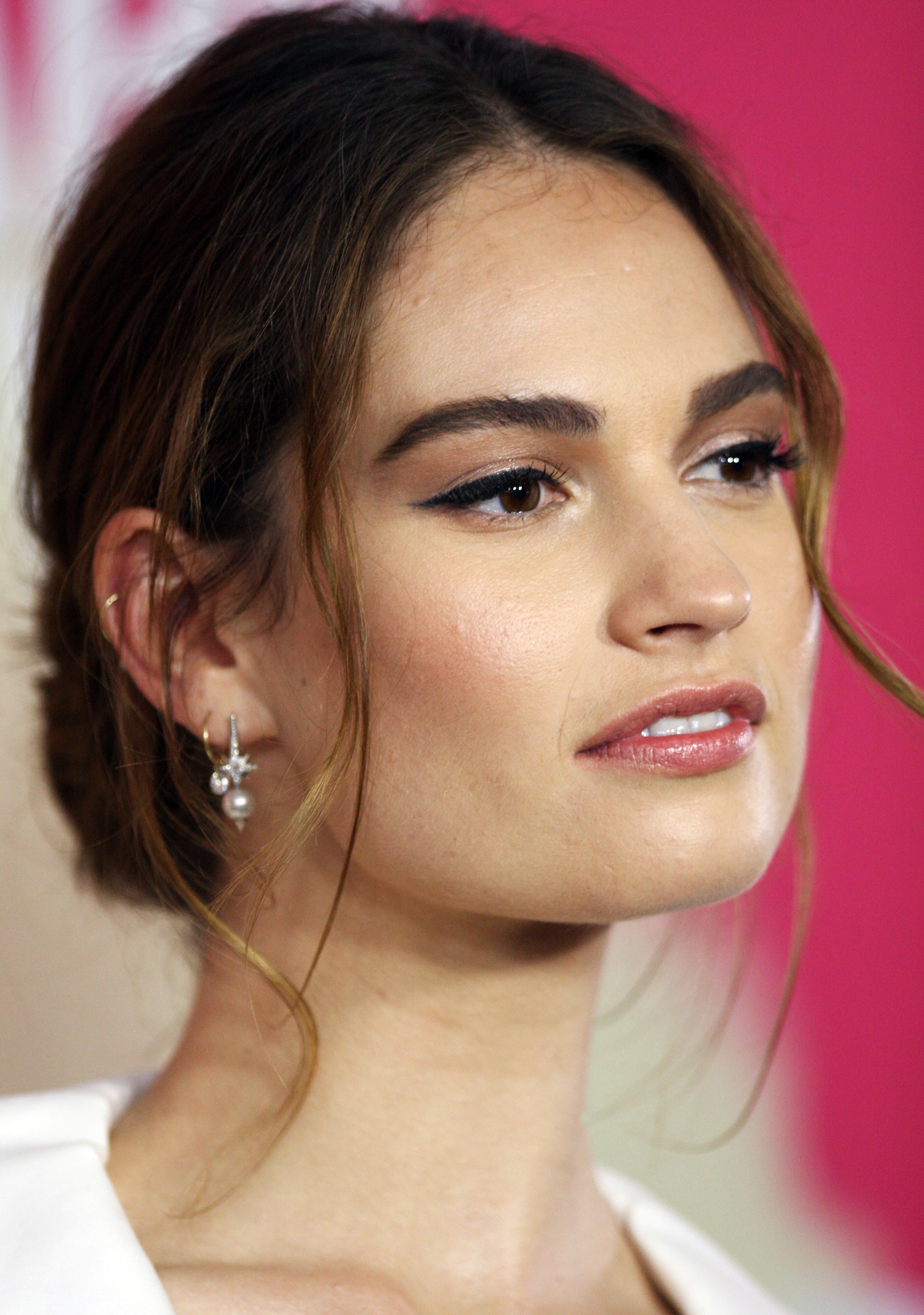
Lily James, Vencedora de Melhor Atriz em Minissérie, Série Limitada ou Filme Feito para a Televisão

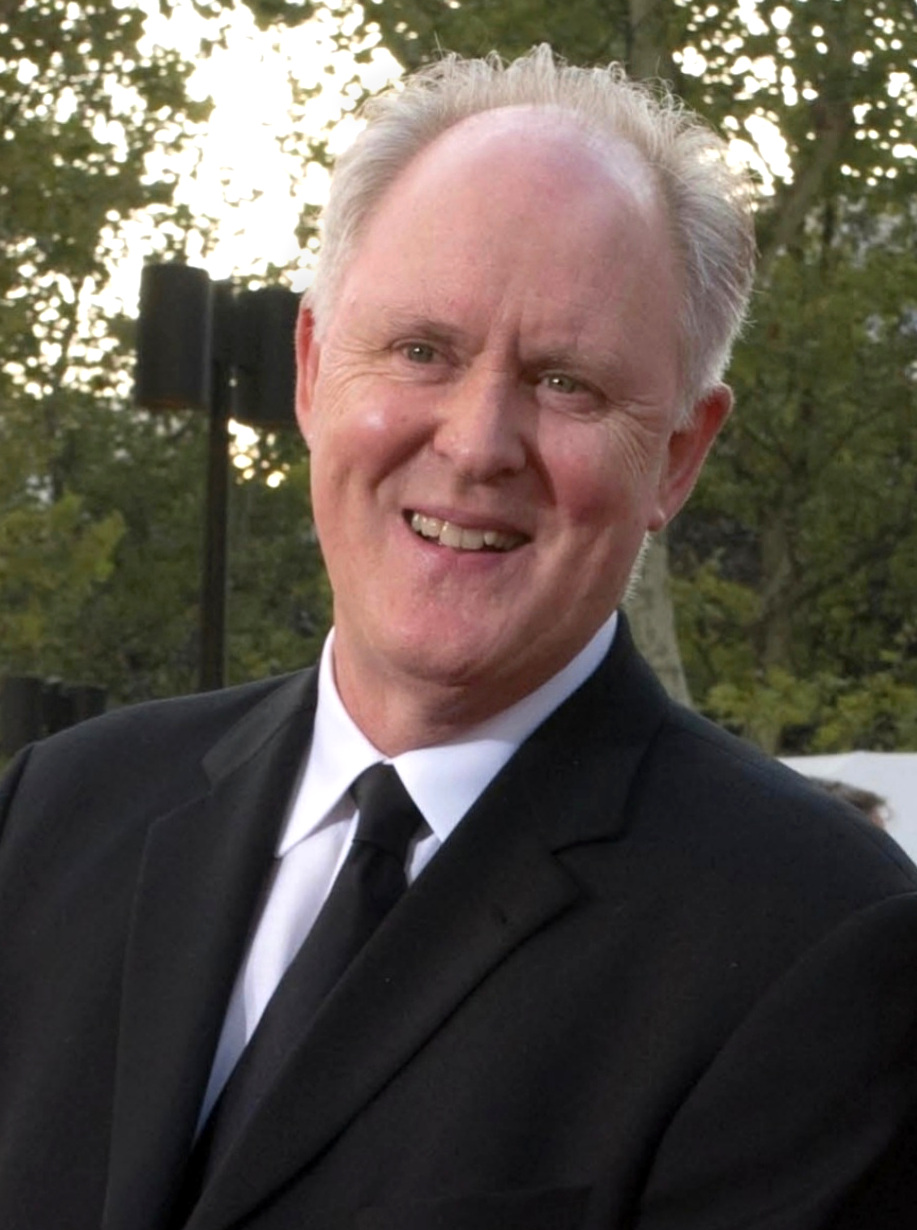
John Lithgow, Vencedor de Melhor Ator Coadjuvante em Série, Minissérie, Série Limitada ou Filme Feito para a Televisão

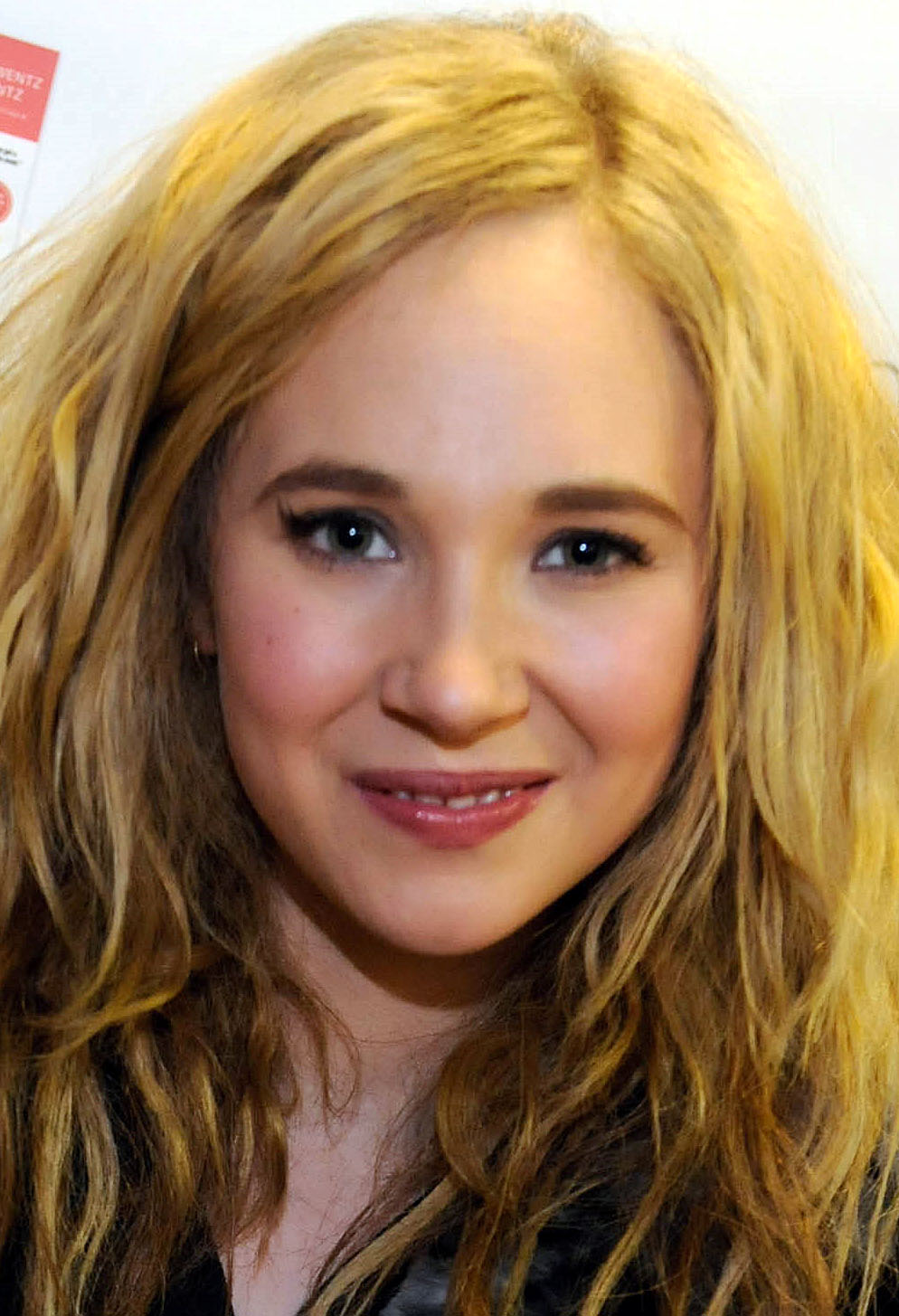
Juno Temple, Vencedora de Melhor Atriz Coadjuvante em Série, Minissérie, Série Limitada ou Filme Feito para a Televisão

| Melhor Série de Drama Billions (Showtime) - 1883 (Paramount+) - The Bear (FX on Hulu) - Better Call Saul (AMC) - Gentleman Jack (HBO) - Heartstopper (Netflix) - Julia (HBO) - Yellowjackets (Showtime) | Melhor Série de Comédia ou Musical Barry (HBO) - Atlanta (FX) - Hacks (HBO Max) - Minx (HBO Max) - Only Murders in the Building (Hulu) - Pivoting (Fox) |
| Melhor Série de Gênero The Boys (Amazon Prime Video) - From (Epix) - The Man Who Fell to Earth (Showtime) - Outlander (Starz) - Severance (Apple TV+) - Stranger Things (Netflix) | Melhor Minissérie ou Telefilme Under the Banner of Heaven (FX on Hulu) - Dahmer – Monster: The Jeffrey Dahmer Story (Netflix) - The Ipcress File (AMC+) - The Old Man (FX) - Pachinko (Apple TV+) - The Staircase (HBO Max) - This Is Going To Hurt (AMC+ / BBC One) - We Own This City (HBO) |
| Melhor Telefilme Weird: The Al Yankovic Story (The Roku Channel) - Fresh (Hulu) - Operation Mincemeat (Netflix) - Rescued by Ruby (Netflix) - The Survivor (HBO) | |
| Melhor Ator - Série de Drama Bob Odenkirk – Better Call Saul como Jimmy McGill / Saul Goodman / Gene Takavic (AMC) - Shaun Evans – Endeavour como Endeavour Morse (PBS) - John C. Reilly – Winning Time: The Rise of the Lakers Dynasty como Jerry Buss (HBO) - Adam Scott – Severance como Mark Scout (Apple TV+) - J. K. Simmons – Night Sky como Franklin York (Prime Video) - Jeremy Allen White – The Bear como Carmen "Carmy" Berzatto (FX on Hulu)                        | Melhor Atriz - Série de Drama Elisabeth Moss – The Handmaid's Tale como June Osborne (Hulu) - Carrie Coon – The Gilded Age como Bertha Russell (HBO) - Laura Linney – Ozark como Wendy Byrde (Netflix) - Rhea Seehorn – Better Call Saul como Kim Wexler (AMC) - Sissy Spacek – Night Sky como Irene York (Prime Video) - Zendaya – Euphoria como Rue Bennett (HBO)                                                                                                   |
| Melhor Ator - Série de Comédia ou Musical Bill Hader – Barry como Barry Berkman / Barry Block (HBO) - Donald Glover – Atlanta como Earnest "Earn" Marks (FX) - Danny McBride – The Righteous Gemstones como Jesse Gemstone (HBO) - Craig Robinson – Killing It como Craig Foster (Peacock) - Martin Short – Only Murders in the Building como Oliver Putnam (Hulu) - Alan Tudyk – Resident Alien como Harry Vanderspeigle (Syfy)                                                 | Melhor Atriz - Série de Comédia ou Musical Selena Gomez – Only Murders in the Building como Mabel Mora (Hulu) - Quinta Brunson – Abbott Elementary como Janine Teagues (ABC) - Kaley Cuoco – The Flight Attendant como Cassandra "Cassie" Bowden (HBO Max) - Ophelia Lovibond – Minx como Joyce Prigger (HBO Max) - Edi Patterson – The Righteous Gemstones como Judy Gemstone (HBO) - Jean Smart – Hacks como Deborah Vance (HBO Max)                                |
| Melhor Ator - Minissérie ou Telefilme Evan Peters – Dahmer – Monster: The Jeffrey Dahmer Story como Jeffrey Dahmer (Netflix) - Jon Bernthal – We Own This City como Sergeant Wayne Jenkins (HBO) - Jeff Bridges – The Old Man como Dan Chase / Henry Dixon / Johnny Kohler (FX) - Andrew Garfield – Under the Banner of Heaven como Detective Jeb Pyre (FX on Hulu) - Jared Leto – WeCrashed como Adam Neumann (Apple TV+) - Sean Penn – Gaslit como John N. Mitchell (Starz)    | Melhor Atriz - Minissérie ou Telefilme Lily James – Pam & Tommy como Pamela Anderson (Hulu) - Jessica Biel – Candy como Candy Montgomery (Hulu) - Toni Collette – The Staircase como Kathleen Peterson (HBO Max) - Elle Fanning – The Girl from Plainville como Michelle Carter (Hulu) - Julia Roberts – Gaslit como Martha Mitchell (Starz) - Renée Zellweger – The Thing About Pam como Pam Hupp (NBC)                                                              |
| Melhor Ator Coadjuvante - Série, Minissérie ou Telefilme John Lithgow – The Old Man como Harold Harper (FX) - Giancarlo Esposito – Better Call Saul como Gus Fring (AMC) - Walton Goggins – The Righteous Gemstones como Baby Billy Freeman (HBO) - Richard Jenkins – Dahmer – Monster: The Jeffrey Dahmer Story como Lionel Dahmer (Netflix) - Shea Whigham – Gaslit como G. Gordon Liddy (Starz) - Sam Worthington – Under the Banner of Heaven como Ron Lafferty (FX on Hulu) | Melhor Atriz Coadjuvante - Série, Minissérie ou Telefilme Juno Temple – The Offer como Bettye McCartt (Paramount+) - Sally Field – Winning Time: The Rise of the Lakers Dynasty como Jessie Buss (HBO) - Cassidy Freeman – The Righteous Gemstones como Amber Gemstone (HBO) - Melanie Lynskey – Candy como Betty Gore (Hulu) - Cynthia Nixon – The Gilded Age como Ada Brook (HBO) - Evan Rachel Wood – Weird: The Al Yankovic Story como Madonna (The Roku Channel) |

### Séries com múltiplas indicações
| Indicações | Séries                                       |
| ---------- | -------------------------------------------- |
| 4          | Better Call Saul                             |
| 4          | The Righteous Gemstones                      |
| 3          | Dahmer – Monster: The Jeffrey Dahmer Story   |
| 3          | Gaslit                                       |
| 3          | The Old Man                                  |
| 3          | Only Murders in the Building                 |
| 3          | Under the Banner of Heaven                   |
| 2          | Atlanta                                      |
| 2          | Barry                                        |
| 2          | The Bear                                     |
| 2          | Candy                                        |
| 2          | The Gilded Age                               |
| 2          | Hacks                                        |
| 2          | Minx                                         |
| 2          | Night Sky                                    |
| 2          | Severance                                    |
| 2          | The Staircase                                |
| 2          | We Own This City                             |
| 2          | Weird: The Al Yankovic Story                 |
| 2          | Winning Time: The Rise of the Lakers Dynasty |

### Series com múltiplas vitórias
| Vitórias | Série |
| -------- | ----- |
| 2        | Barry |

## Prêmios de Conquistas Especiais
- Prêmio de Autor (por visão singular e controle artístico único sobre os elementos da produção) –  Martin McDonagh
- Prêmio Humanitário (por fazer a diferença na vida das pessoas na comunidade artística e além) – RRR
- Prêmio Mary Pickford (pela excelente contribuição artística para a indústria do entretenimento) – Diane Warren
- Prêmio Nikola Tesla (para realizações visionárias em tecnologia cinematográfica) – Ryan Tudhope
- Breakthrough Performance Award – Bhavin Rabari (Last Film Show)
- Prêmio de Dublês– Casey O'Neill (Top Gun: Maverick)
- Elenco: Filme – Glass Onion: A Knives Out Mystery
- Elenco: Televisão – Winning Time: The Rise of the Lakers Dynasty

## Ligações Externas
- Site Oficial da International Press Academy